# Magdaléna Kotyzová
Magdaléna Kotyzová (* 18. August 1997) ist eine tschechische Grasskiläuferin. Sie erreichte bisher drei Podestplätze in Weltcuprennen und in der Saison 2012 den fünften Rang im Gesamtweltcup.

## Karriere
Nach Erfolgen im Nachwuchsbereich, unter anderem Siegen in ihrer jeweiligen Altersklasse im FIS-Schülercup sowie beim Tschechien-Cup, startet Kotyzová seit der Saison 2012 in FIS- und Weltcuprennen. Sie erreichte bei ihren ersten FIS-Rennen im Juni 2012 in Urnäsch auf Anhieb zwei Podestplätze und fuhr auch in ihrem ersten Weltcuprennen, dem Slalom in Triest am 23. Juni, als Dritte gleich auf das Siegerpodium. In Weltcuprennen fuhr sie bis Saisonende insgesamt acht Mal unter die besten fünf, wobei sie mit zwei zweiten Plätzen im Riesenslalom und im Super-G von Dizin zwei weitere Podestplätze erreichte. Im Gesamtweltcup belegte sie als beste Tschechin den fünften Rang. Bei der Juniorenweltmeisterschaft 2012 in Burbach verfehlte Kotyzová als jeweils Vierte im Slalom und im Super-G zweimal nur knapp die Medaillenränge. Zudem wurde sie Sechste in der Super-Kombination und Achte im Riesenslalom.

## Erfolge

### Juniorenweltmeisterschaften
- Burbach 2012: 4. Slalom, 4. Super-G, 6. Super-Kombination, 8. Riesenslalom

### Weltcup
- 5. Gesamtrang in der Saison 2012
- 3 Podestplätze